# Promptus
Der Promptus ist nach der Suda eine der ersten alphabetisch gegliederten Enzyklopädien. Er wurde zwischen etwa 1420 und 1430 von Dietrich Engelhus in lateinischer Sprache verfasst. 
Neben der eigentlichen Enzyklopädie (einem Sprachwörterbuch und Sachlexikon) enthält der auf den Schulgebrauch gezielte Promptus Sammelartikel und kleinere „Nester“.